# Jet Berkhout
Jet Berkhout (Amsterdam, 22 april 1981) is een Nederlands presentatrice en columniste.
Berkhout studeerde van 2000 tot 2005 historische letterkunde aan de Universiteit van Amsterdam. Hierna werkte ze een jaar als presentatrice bij Ted / TMF. Toen TED in 2008 in financiële problemen kwam, ging ze aan de slag als schoonmaakster bij Thuiszorg Amsterdam. In deze tijd begon ze ook als columniste en freelanceredactrice bij NRC Handelsblad. De columns over haar werk als schoonmaakster verschenen in 2009 in boekvorm onder de titel De thuishulp. Naast artikelen voor NRC schrijft Berkhout ook voor Het Parool, Opzij en LINDA..
Sinds 2011 is ze werkzaam als redactrice bij het radiostation voor klassieke muziek NPO Klassiek. Sinds 2017 is ze op deze zender een van de presentatoren van het AVROTROS-programma De Muziekfabriek.
In de zomer van 2024 deed ze mee aan het televisieprogramma De slimste mens. Ze haalde de finaleweek en eindigde als zevende.
- International Standard Name Identifier: 0000 0003 8923 9124
- Nederlandse Thesaurus van Auteursnamen: 322390044
- Virtual International Authority File: 282640526
- WorldCat: E39PBJdCmqXDvm7J7KDp7JtR8C